# Trichotria eukosmeta
Trichotria eukosmeta är en hjuldjursart som beskrevs av Myers 1934. Trichotria eukosmeta ingår i släktet Trichotria och familjen Trichotriidae. Inga underarter finns listade i Catalogue of Life.